# James McLamore
James McLamore Whitman, né le 30 mai 1926 à New York et mort le 9 août 1996 à Coral Gables, a été cofondateur de la chaîne de restauration rapide Burger King avec David Edgerton. Tous deux ont été diplômés de l'université Cornell.

## Biographie
Edgerton a d'abord ouvert Insta Burger King à Miami, en Floride, le 1er mars 1954. Trois mois plus tard, le 1er juin, il rencontre McLamore et forment Burger King Corporation. Il a ouvert des restaurants et Burger King a présenté le Whopper burger en 1957. Le couple a vendu l'entreprise à Pillsbury  en 1967. McLamore a été CEO de Burger King jusqu'en 1972, et son président jusqu'en 1976.